# مكتبة فرانسوا ميتيران (مترو باريس)
مكتبة فرانسوا ميتيران (بالفرنسية: Bibliothèque François-Mitterrand)‏ هي محطة مترو تابعة لمترو باريس تقع في فرنسا في الدائرة الثالثة عشرة في باريس.

## مقالات ذات صلة
- مترو باريس
- قائمة محطات مترو باريس